# Pteromallosia
Pteromallosia is een kevergeslacht uit de familie van de boktorren (Cerambycidae). De wetenschappelijke naam van het geslacht werd voor het eerst geldig gepubliceerd in 1900 door Pic.

## Soorten
Pteromallosia is monotypisch en omvat slechts de volgende soort:
- Pteromallosia albolineata (Hampe, 1852)